# Dewi Sartika
Dewi Sartika (roepnaam Uwi, Tjitjalengka, 4 december 1884 - Cineam 11 september 1947) was een voorvechtster voor meisjesonderwijs in Indonesië. Ze richtte de eerste school voor vrouwen op in Nederlands-Indië. In 1966 werd zij uitgeroepen tot Heldin van Indonesië.

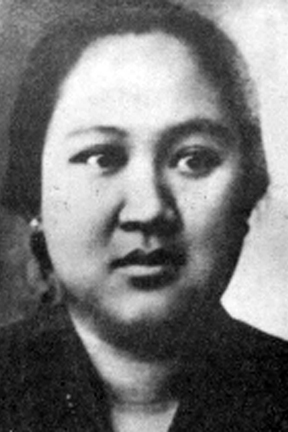
Dewi Sartika

## Levensloop
Dewi Sartika werd op 4 december 1884 geboren als dochter van adellijke Soendanese ouders R. Rangga Somanegara en R.A. Rajapermas. Haar vader was van 1875 tot 1894 hoofd (patih) van Bandoeng. Dewi was een van de weinige inheemse meisjes die naar de Europese Lagere School gingen. In 1893 werd haar vader verbannen en moest zij de school verlaten. Dewi en haar vijf broers en zusjes woonden vanaf dat moment bij hun oom Raden Demang Suriakarta Adiningrat, die patih van de afdeling Tjitjalengka was. Op die afdeling kreeg ze tot haar vijftiende onderwijs van een van de echtgenotes van haar oom en de vrouw van een Nederlandse ambtenaar. In 1899 ging Dewi bij haar moeders familie in Bandoeng wonen, waar ze een opleiding tot onderwijzer volgde.
Op 16 januari 1904 richtte ze daar de Sekolah Istri (School voor Meisjes) op. Het was de eerste meisjesschool op inheems initiatief, die gesteund werd met geld van de koloniale overheid. Twee jaar later - in 1906 - trouwde Dewi in Bandoeng met Raden Kanduruhan Agah Suriawinata, een onderwijzer. Zij kregen één zoon, Atot Soeria Winata.
In augustus 1911 opende Dewi een tweede school en werd door Europese dames de stichting Kaoetamaan Istri (Tot Heil der Vrouw) opgericht, waar Dewi voorzitter van werd. Tussen 1911 en 1926 kwamen er op initiatief van deze stichting nog acht andere meisjesscholen in regio Preanger. In 1940 werd Dewi bestuurslid van een school in Pekalongan, die in 1942 werd gevorderd door het Japanse leger. Tijdens de Indonesische Onafhankelijkheidsoorlog werd haar huis in Bandung verwoest en geplunderd. Op 11 september 1947 kwam ze door haar suikerziekte in het ziekenhuis terecht, waar ze op 62-jarige leeftijd overleed.

## Nagedachtenis
In 1949 werd de meisjesschool van Dewi Sartika weer geopend onder de naam Sekolah Raden Dewi Sartika (Freule Dewi Sartikaschool). In 1951 werd er een stichting opgericht om haar werk voor te zetten. In 1966 werd ze tot Heldin van Indonesië uitgeroepen.

## Onderscheidingen
In 1922 kreeg Dewi de zilveren eremedaille in de Orde van Oranje-Nassau. Bij het 35-jarig bestaan van haar school in 1930 kreeg zij de gouden eremedaille toegekend.